# Whoami
whoami (přepis z anglického who am i – kdo jsem) je standardní UN*Xový program, sloužící pro zjištění identifikace právě probíhající session či kontextu programu. Standardně program vrací efektivní user ID (číselné ID uživatele či jméno uživatele).

## Historie
Příkaz whoami se poprvé objevil v AT&T UNIXu verze 1. Přestože je stále využíván, pro skriptovací účely a obecně byl nahrazen příkazem id, neboť jeho výstup je ekvivalentní příkazu id -un.

## Příklady použití
příkaz whoami :
```
 $ 
whoami

 root

```

příkaz s parametrem id -un :
```
 $ 
id
 
-un

 root

```